# Дрейф носителей тока
Дрейф носителей тока — направленное движение носителей тока в полупроводниках под действием внешних полей, накладывающееся на их тепловое движение. Плотность тока, возникающего в результате дрейфа носителей тока в электрическом поле E (дрейфового тока), выражается следующим образом:
{\displaystyle j=\sigma E\,,}
{\displaystyle \sigma =e(n\mu _{e}+p\mu _{p})\,,}
где {\displaystyle \sigma } — удельная электропроводность, n и p — концентрации электронов проводимости и дырок, {\displaystyle \mu _{e}} и {\displaystyle \mu _{p}} — их подвижности. Полный ток проводимости в полупроводнике складывается из дрейфового тока, диффузионного тока и термоэлектрического тока, обусловленного наличием градиента температуры. Дрейф носителей тока может также возникать в результате акустоэлектрического эффекта или фотоэлектрического эффекта.
Для дрейфа неравновесных носителей, следует учитывать поле объёмных зарядов наряду с внешним полем, и рекомбинацию носителей тока. В результате движение инжектированных неравновесных носителей во внешнем электрическом поле описывается амбиполярной подвижностью
{\displaystyle \mu _{a}={\frac {\mu _{e}\mu _{p}(n-p)}{n\mu _{e}+p\mu _{p}}}\,,}
которая в общем случае отличается от {\displaystyle \mu _{e}} и {\displaystyle \mu _{p}}. При {\displaystyle n=p} (собственный полупроводник) {\displaystyle \mu _{a}=0}, при {\displaystyle n\gg p} (полупроводник n-типа) {\displaystyle \mu _{a}=\mu _{p}}, при {\displaystyle p\gg n} (полупроводник p-типа) {\displaystyle \mu _{a}=\mu _{e}} — в примесных полупроводниках {\displaystyle \mu _{a}} совпадает с подвижностью неосновных носителей. Во внешнем электрическом поле E скорость движения пакета неравновесных носителей равна {\displaystyle E\mu _{a}}.
Важной характеристикой дрейфа носителей тока является длина дрейфа — среднее расстояние, которое проходят носители от места их генерации до места рекомбинации. Длина дрейфа равна {\displaystyle l=\mu E\tau }, где {\displaystyle \tau } — время жизни неравновесных носителей. Длину дрейфа можно измерить тем же методом, что и измерение длины диффузии.
В анизотропных кристаллах направление дрейфа может не совпадать с направлением электрического поля, что приводит к рассмотрению подвижностей как тензорные величины. В сильных полях дрейф может быть анизотропным даже в изотропных многодолинных полупроводниках. В общем случае, направление дрейфа носителей тока не совпадает с направлением внешнего электрического поля в присутствии поперечного магнитного поля. Например, в сильном магнитном поле H (удовлетворяющем условию {\displaystyle H\mu /c\gg 1}, перпендикулярном внешнему электрическому полю E, дрейф носителей тока происходит в направлении, перпендикулярном E и H, со скоростью {\displaystyle v=cE/H}, не зависящей от подвижности носителей. Одновременно с этим носители движутся по окружности с циклотронной частотой.